# Diócesis de Georgetown
La diócesis de Georgetown (en latín: Dioecesis Georgiopolitana y en inglés: Roman Catholic Diocese of Georgetown) es una circunscripción eclesiástica de la Iglesia católica en Guyana. Se trata de una diócesis latina, sufragánea de la arquidiócesis de Puerto España. Desde el 30 de octubre de 2003 su obispo es Francis Dean Alleyne, de la Orden de San Benito.

## Territorio y organización
La diócesis tiene 215 000 km² y extiende su jurisdicción sobre los fieles católicos de rito latino residentes en Guyana.
La sede de la diócesis se encuentra en la ciudad de Georgetown, en donde se halla la Catedral de la Inmaculada Concepción. 
En 2023 en la diócesis existían 25 parroquias.

## Historia
Los inicios de la misión católica en Guyana se remontan a 1771, pero en 1825 recién llegaron los primeros sacerdotes.
El vicariato apostólico de la Guayana Británica o Demerara fue erigido el 12 de abril de 1837 mediante el breve Ex pastoralis ministerii del papa Gregorio XVI separando territorio del vicariato apostólico de Trinidad (hoy arquidiócesis de Puerto España).
El 20 de febrero de 1956 cedió una porción de su territorio, correspondiente a Barbados, para la erección de la diócesis de Saint George en Granada mediante la bula Crescit Ecclesia del papa Pío XII.
El 29 de febrero de 1956, mediante la bula Quoniam gravissimum del papa Pío XII, el vicariato apostólico fue elevado a diócesis y tomó su nombre actual.
El 26 de mayo de 1966 Guyana se independizó del Reino Unido.

## Estadísticas
Según el Anuario Pontificio 2024 la diócesis tenía a fines de 2023 un total de 52 901 fieles bautizados.
| Año                                                                             | Población            | Población | Población      | Sacerdotes | Sacerdotes    | Sacerdotes    | Bautizados por sacerdote | Diáconos permanentes | Religiosos | Religiosos | Parroquias |
| Año                                                                             | Bautizados católicos | Total     | % de católicos | Total      | Clero secular | Clero regular | Bautizados por sacerdote | Diáconos permanentes | Varones    | Mujeres    | Parroquias |
| ------------------------------------------------------------------------------- | -------------------- | --------- | -------------- | ---------- | ------------- | ------------- | ------------------------ | -------------------- | ---------- | ---------- | ---------- |
| 1950                                                                            | 45 000               | 376 146   | 12.0           | 35         | 2             | 33            | 1285                     |                      | 19         | 93         | 17         |
| 1966                                                                            | 98 000               | 660 000   | 14.8           | 62         | 7             | 55            | 1580                     |                      | 40         | 77         | 24         |
| 1970                                                                            | 104 000              | 560 406   | 18.6           | 66         | 6             | 60            | 1575                     |                      | 66         | 81         | 25         |
| 1980                                                                            | 99 100               | 860 000   | 11.5           | 61         | 7             | 54            | 1624                     |                      | 61         | 54         | 25         |
| 1990                                                                            | 87 000               | 1 060 000 | 8.2            | 40         | 7             | 33            | 2175                     |                      | 34         | 41         | 30         |
| 1999                                                                            | 87 000               | 800 000   | 10.9           | 34         | 4             | 30            | 2558                     |                      | 34         | 48         | 24         |
| 2000                                                                            | 88 000               | 800 000   | 11.0           | 34         | 5             | 29            | 2588                     |                      | 33         | 49         | 24         |
| 2001                                                                            | 88 000               | 800 000   | 11.0           | 31         | 5             | 26            | 2838                     |                      | 30         | 49         | 24         |
| 2002                                                                            | 88 000               | 800 000   | 11.0           | 31         | 5             | 26            | 2838                     |                      | 29         | 47         | 24         |
| 2003                                                                            | 88 000               | 800 000   | 11.0           | 34         | 5             | 29            | 2588                     | 1                    | 32         | 46         | 24         |
| 2004                                                                            | 88 000               | 800 000   | 11.0           | 31         | 5             | 26            | 2838                     |                      | 29         | 43         | 24         |
| 2006                                                                            | 60 588               | 751 223   | 8.1            | 33         | 5             | 28            | 1836                     |                      | 35         | 44         | 24         |
| 2008                                                                            | 61 200               | 752 000   | 8.1            | 30         | 4             | 26            | 2040                     | 1                    | 35         | 52         | 24         |
| 2013                                                                            | 62 700               | 796 000   | 7.9            | 31         | 3             | 28            | 2022                     |                      | 34         | 46         | 24         |
| 2016                                                                            | 64 100               | 814 000   | 7.9            | 38         | 2             | 36            | 1686                     |                      | 40         | 46         | 24         |
| 2019                                                                            | 64 900               | 824 000   | 7.9            | 38         | 2             | 36            | 1707                     |                      | 40         | 46         | 24         |
| 2021                                                                            | 52 901               | 770 000   | 6.9            | 33         | 5             | 28            | 1603                     |                      | 32         | 45         | 24         |
| 2023                                                                            | 52 901               | 746 955   | 7.1            | 32         | 6             | 26            | 1653                     |                      | 29         | 43         | 25         |
| Fuente: Catholic-Hierarchy, que a su vez toma los datos del Anuario Pontificio. |                      |           |                |            |               |               |                          |                      |            |            |            |

## Episcopologio
- William Clancy † (12 de abril de 1837-3 de septiembre de 1843 renunció)
  - Thomas Hynes, O.P. † (12 de septiembre de 1843-21 de septiembre de 1846 nombrado vicario apostólico) (adminisdrator apostólico)
- Thomas Hynes, O.P. † (21 de septiembre de 1846-1858 renunció)
- James Etheridge, S.I. † (2 de julio de 1858-31 de diciembre de 1877 falleció)
- Anthony Butler, S.I. † (31 de mayo de 1878-25 de octubre de 1901 falleció)
- Compton Theodore Galton, S.I. † (9 de mayo de 1902-10 de abril de 1931 falleció)
- George Weld, S.I. † (18 de enero de 1932-18 de julio de 1954 renunció)
- Richard Lester Guilly, S.I. † (18 de julio de 1954-12 de agosto de 1972 renunció)
- Benedict Ganesh Singh † (12 de agosto de 1972-10 de noviembre de 2003 retirado)
- Francis Dean Alleyne, O.S.B., desde el 30 de octubre de 2003